# Рогатко Інна Володимирівна
Інна Володимирівна Рогатко — українська вчена у галузях зоології та екології, теріолог і токсиколог, кандидат біологічних наук (1968), старший науковий співробітник Інституту зоології імені І. І. Шмальгаузена. Брала участь у створенні першого видання Червоної книги України (1980) і довідника «Тварини Червоної книги» (1990). Одна з теоретиків створення Державного кадастру тваринного світу України. Перший вчений секретар і одна з засновників Українського теріологічного товариства.

## Життєпис
Протягом 1954—1959 років навчалася в Українській сільськогосподарській академії (нині Національний університет біоресурсів і природокористування України). З 1961 року працювала в Інституті зоології АН УРСР у відділі фауни і систематики хребетних (керівник Воїнственський Михайло Анатолійович). У 1963—1966 роках навчалася в аспірантурі Інституту зоології, після чого продовжила роботу в тому ж відділі. У 1968 році захистила кандидатську дисертацію на тему «Морфо-физиологическая изменчивость обыкновенной и общественной полевок». Згодом працювала у складі лабораторії охорони наземних хребетних Інституту зоології (керівник Федоренко Анатолій Павлович), станом на 1981 рік була старшим науковим співробітником цього підрозділу (з 1989 року у складі відділу моніторингу та охорони тваринного світу). У 1992 році вийшла на пенсію і відтоді не продовжувала наукову діяльність.

## Дослідження
Одним з основних напрямків роботи дослідниці було вивчення низки аспектів фізіології та морфології полівок декількох видів, на цю тему захистила кандидатську дисертацію.
Вивчала наслідки накопичення токсинів у організмі ссавців, зокрема рідкісних видів у результаті забруднення пестицидами заповідних територій.
Також вивчала екологію та стан популяцій в Україні рідкісних видів полівок та інших дрібних ссавців. У рамках цієї роботи зокрема брала участь у створенні першого видання Червоної книги України (1980) і довідника «Тварини Червоної книги» (1990).
В статті 1988 року обґрунтовувала доцільність створення Державного кадастру тваринного світу України.
У 1982 році була одним з організаторів Українського теріологічного товариства, перший вчений секретар цієї організації.
Брала участь у багатьох експедиціях, в ході яких зокрема збирала зразки для колекції академічного Зоологічного музею, де зберігається 390 екземплярів ссавців зібраних Інною Володимирівною у всіх частинах України, у Вірменії, Азербайджані, Туркменістані та на Сахаліні.

## Деякі найважливіші публікації

### Довідники
- Червона книга Української РСР. 1980. Київ: Наукова думка. 504 с. [у складі колективу авторів]
- Федоренко А. П., Рогатко І. В., Лисенко В. I., Котенко Т. І., Воловник С. В. 1990. Тварини Червоної книги. Київ: Урожай. 206 с.

### Статті
- Рогатко И. В. 1970. Возрастная изменчивость гематологических показателей у обыкновенной и общественной полевок. Вестник зоологии. 3: 21–25.
- Федоренко А. П., Антипчук Ю. П., Рогатко И. В. 1971. Некоторые морфо-физиологические и биохимические изменения у млекопитающих, вызванные действием инсектицидов в условиях эксперимента. Вестник зоологии. 6: 49-54.
- Рогатко І. В. 1973. До використання деяких біохімічних методів у таксономічній діагностиці. Доповіді АН УРСР. 10: 952—954.
- Рогатко И. В. 1974. Динамика фракционного состава белков сыворотки крови полевки-экономки и закаспийской полевки. Сообщение I. Возрастная изменчивость. Вестник зоологии. 3: 28-32.
- Рогатко И. В. 1975. Динамика фракционного состава белков сыворотки крови полевки-экономки и закаспийской полевки. Сообщение II. Сезонная изменчивость. Вестник зоологии. 3: 15–19.
- Рогатко И. В. 1976. Особенности изменения гематологических показателей полевки-экономки и закаспийской полевки. Сообщение I. Вестник зоологии. 4: 62–66.
- Рогатко И. В. 1978. К экологии полевки общественной, обитающей в Черноморском государственном заповеднике. 50 лет Черноморскому государственному заповеднику. Материалы республиканского семинара-совещания. Київ: Наукова думка. 132—134.
- Федоренко А. П., Рогатко И. В., Спыну Е. И., Акоронко С. Л. 1981. Накопление хлорорганических пестицидов у животных заповедных территорий. Вестник зоологии. 6: 67-70.
- Рогатко И. В. 1982. Некоторые особенности изменений в популяциях мышевидных грызунов, вызванные загрязнением среды пестицидами. Млекопитающие СССР: III Съезд Всесоюзного териологического общества. 1: 279.
- Рогатко И. В. 1984. О новой находке снеговой полевки (Chionomys nivalis Martins) в Карпатском парке. Вестник зоологии. 6: 12.
- Рогатко И. В. 1988. Перспективы ведения Государственного кадастра животного мира на Украине. Вестник зоологии. 3: 50–54.
- Федоренко А. П., Рогатко І. В., Яківчук І. М. 1993. Наземні хребетні парку та їх охорона. В кн.: Природа Карпатського національного природного парку. Київ: Наукова думка. 145—169.

### Хроніка
- Рогатко И. В. 1982. Об организации Украинского отделения Всесоюзного териологического общества. Вестник зоологии. 4: 85.